# Asterisme (mineralogie)

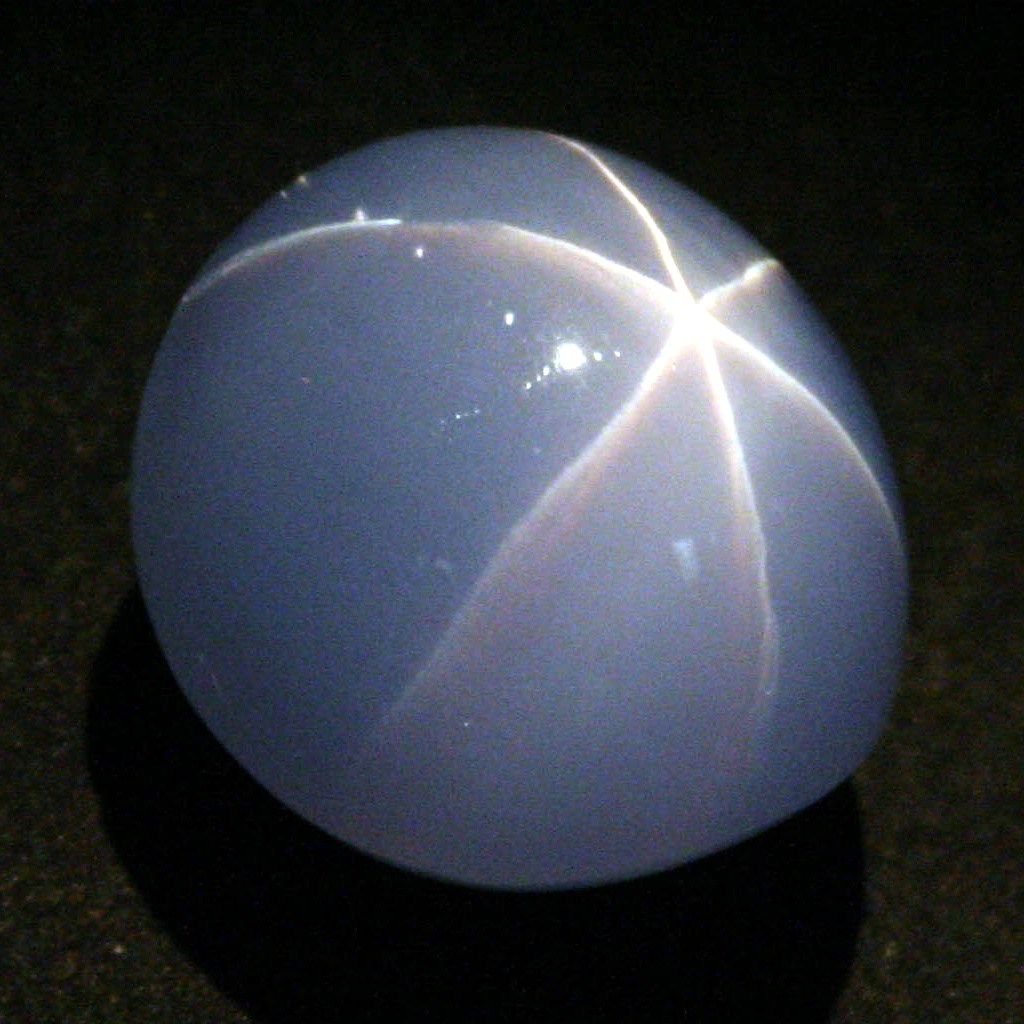
De Star of India, een stersaffier

Asterisme is een ster-achtig lichteffect dat bij bepaalde mineralen kan optreden.
Het verschijnsel wordt veroorzaakt door kleine, naaldvormige insluitsels (meestal rutiel of hematiet) die in een bepaald patroon geordend zijn. Voorbeelden hiervan zijn de zogeheten stersaffieren, die vaak om dit effect gezocht zijn. Ook sterrobijnen en stergranaten komen voor. Om de ster goed uit te laten komen, worden dergelijke stenen vaak cabochon geslepen. Het stereffect is het best te zien bij belichting met een puntbron.